# Chibchacris
Chibchacris är ett släkte av insekter. Chibchacris ingår i familjen gräshoppor.
Kladogram enligt Catalogue of Life:
| Chibchacris | \| \| Chibchacris bordoni \| \| \| \| \| \| Chibchacris carrikeri \| \| \| \| \| \| Chibchacris digitifera \| \| \| \| \| \| Chibchacris fernandezi \| \| \| \| \| \| Chibchacris furcata \| \| \| \| \| \| Chibchacris meridensis \| \| \| \| \| \| Chibchacris sturmi \| \| \| \| |
|             | \| \| Chibchacris bordoni \| \| \| \| \| \| Chibchacris carrikeri \| \| \| \| \| \| Chibchacris digitifera \| \| \| \| \| \| Chibchacris fernandezi \| \| \| \| \| \| Chibchacris furcata \| \| \| \| \| \| Chibchacris meridensis \| \| \| \| \| \| Chibchacris sturmi \| \| \| \| |
|             | Chibchacris bordoni |
|             | |
|             | Chibchacris carrikeri |
|             | |
|             | Chibchacris digitifera |
|             | |
|             | Chibchacris fernandezi |
|             | |
|             | Chibchacris furcata |
|             | |
|             | Chibchacris meridensis |
|             | |
|             | Chibchacris sturmi |
|             | |